# IC 968/2
IC 968/2 је спирална галаксија у сазвијежђу Дјевица која се налази на листи објеката дубоког неба у Индекс каталогу.
Деклинација објекта је - 2° 54' 21" а ректасцензија 14h 0m 37,9s. Привидна величина (магнитуда) објекта IC 968 износи 15,2 а фотографска магнитуда 16,0. IC 9682 је још познат и под ознакама MCG 0-36-7, CGCG 18-19, NPM1G -02.0383, PGC 1080186.